# Argy
Argy is een gemeente in het Franse departement Indre (regio Centre-Val de Loire). De plaats maakt deel uit van het arrondissement Châteauroux. Argy telde op 1 januari 2022 574 inwoners.

## Geografie
De oppervlakte van Argy bedroeg op 1 januari 2022 38,89 vierkante kilometer; de bevolkingsdichtheid was toen 14,8 inwoners per km².

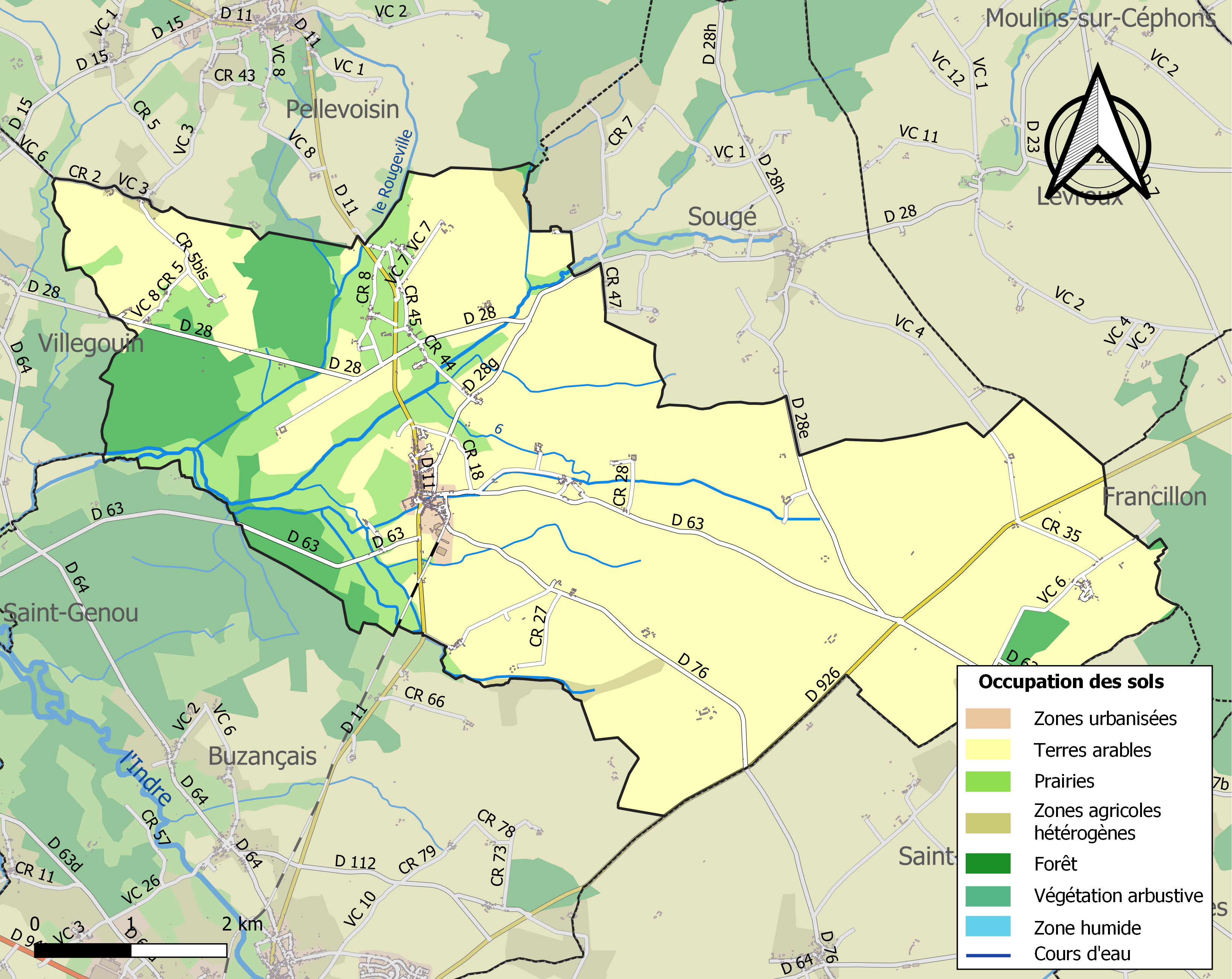
Kaart van de gemeente met de belangrijkste infrastructuur, bodemgebruik en omliggende gemeenten

## Demografie
Onderstaande figuur toont het verloop van het inwonertal (bron: INSEE-tellingen).